# Kohosaari (ö i Södra Savolax, S:t Michel, lat 61,69, long 26,55)
Kohosaari är en ö i Finland. Den ligger i sjön Suontee och i kommunen Hirvensalmi i den ekonomiska regionen  S:t Michel och landskapet Södra Savolax, i den södra delen av landet, 190 km nordost om huvudstaden Helsingfors. Öns area är 18,1 hektar och dess största längd är 1 kilometer i nord-sydlig riktning. Öns sydspets utgörs av den lilla ön Tolkki.